# Supersession II Live
Supersession II Live – album polskiej wokalistki Krystyny Prońko zawierający nagrania zarejestrowane podczas dwóch koncertów transmitowanych przez 
Program II TVP z krakowskiego studia "Łęg". Na płytę składają się utwory wybrane z obydwu koncertów.
Płyta CD i kaseta magnetofonowa zostały wydane w 1997 przez Polskie Nagrania (CD: PNCD 263, kaseta: CK 1431)

## Muzycy
- Krystyna Prońko – śpiew
- Tomasz Grabowy – gitara basowa
- Artur Lesicki – gitara
- Zbigniew Lewandowski – perkusja
- Piotr Matuszczyk – fortepian, keyboards
- Marek Napiórkowski – gitara
- Piotr Prońko – saksofon

## Lista utworów
| 1.  | "Deszcz w Cisnej" (muz. Jacek Mikuła, sł. Bogdan Olewicz)                           | 3:36  |
|     |                                                                                     |       |
| 2.  | "Modlitwa o miłość prawdziwą" (muz. Jacek Mikuła , sł. Bogdan Olewicz)              | 4:20  |
|     |                                                                                     |       |
| 3.  | "Tłukę odbicie w szkle" (muz. Krystyna Prońko, sł. Ewa Żylińska)                    | 2:46  |
|     |                                                                                     |       |
| 4.  | "Subtelna gra" (muz. Krystyna Prońko , sł. Bogdan Olewicz)                          | 4:20  |
|     |                                                                                     |       |
| 5.  | "Papierowe ptaki" (muz. Janusz Koman, sł. Janusz Szczepkowski)                      | 3:15  |
|     |                                                                                     |       |
| 6.  | "Night Train"                                                                       | 4:37  |
|     |                                                                                     |       |
| 7.  | "Children of Sanchez" (muz. Chuck Mangione)                                         | 3:50  |
|     |                                                                                     |       |
| 8.  | "Firma Ja i Ty" (muz. Ryszard Szeremeta, sł. Andrzej Mogielnicki)                   | 3:43  |
|     |                                                                                     |       |
| 9.  | "Bożek gorzelny" (muz. Krystyna Prońko , sł. Jacek Cygan)                           | 4:47  |
|     |                                                                                     |       |
| 10. | "Zatrzymany czas" (muz. Paweł Serafiński, sł. Marek Gast)                           | 2:05  |
|     |                                                                                     |       |
| 11. | "Małe tęsknoty" (muz. Wojciech Trzciński, sł. Andrzej Mogielnicki)                  | 3:10  |
|     |                                                                                     |       |
| 12. | "Niech moje serce kołysze ciebie do snu" (muz. Janusz Koman , sł. Marek Dutkiewicz) | 3:47  |
|     |                                                                                     |       |
| 13. | "Uratuj mnie, uratuj siebie" (muz. Krystyna Prońko, sł. Marek Gast)                 | 3:19  |
|     |                                                                                     |       |
| 14. | "Poranne łzy" (muz. Zbigniew Jaremko, sł. Wojciech Młynarski)                       | 4:37  |
|     |                                                                                     |       |
| 15. | "Senna kołysanka" (muz. Tadeusz Woźniak, sł. Bogdan Chorążuk)                       | 3:02  |
|     |                                                                                     |       |
| 16. | "Autumn Leaves" (muz. Joseph Kosma)                                                 | 3:49  |
|     |                                                                                     |       |
|     |                                                                                     | 59:03 |
|     |                                                                                     |       |

## Informacje uzupełniające
- Produkcja – Power Music Krystyna Prońko
- Realizacja dźwięku, nagłośnienie studia, zgranie materiału – Krystyna Prońko Music Projects Studio (Katowice, listopad 1996)
- Mastering – K. Kuraszkiewicz, U. Zarkiewicz (studio masteringowe Polskich Nagrań)
- Zdjęcia (okładka) – Zbigniew Łącki
- Projekt graficzny okładki – Studio Projektowe „Carte Blanche”